# داي لين
داي لين (بالصينية: 戴琳) (28 نوفمبر 1987 الصين - ) هو لاعب كرة قدم صيني، يلعب كمدافع.

## روابط خارجية
- داي لين على موقع قاعدة بيانات كرة القدم.إي يو (الإنجليزية)
- داي لين على موقع ناشيونال فوتبول تيمز (الإنجليزية)
- داي لين على موقع Soccerway.com (الإنجليزية)
- داي لين على موقع اللجنة الأولمبية الصينية (الإنجليزية)